# Castelo Mendo
Castelo Mendo é uma povoação portuguesa pertencente à União das Freguesias de Castelo Mendo, Ade, Monteperobolso e Mesquitela, no Município de Almeida. No passado, teve a categoria de vila e foi sede de concelho e de freguesia, os quais foram extintos, respetivamente em 1855 e em 2013. 
Castelo Mendo é uma das Aldeias Históricas de Portugal.
Foi sede da extinta Freguesia de Castelo Mendo que tinha 21,72 km² de área e 87 habitantes (2011), e, por isso, uma densidade populacional de 4 hab/km². A freguesia englobava a aldeia que lhe dava o nome e a pequena localidade de Paraizal. Esta freguesia foi extinta em 2013, no âmbito de uma reforma administrativa nacional, tendo sido agregada às freguesias de Ade, Monteperobolso e Mesquitela para formar uma nova freguesia denominada "União das freguesias de Castelo Mendo, Ade, Monteperobolso e Mesquitela" com sede em Monteperobolso.
A freguesia foi formada em tempos por três paróquias: São Pedro, Santa Maria e São Vicente. 
O Concelho de Castelo Mendo, com sede na então vila de Castelo Mendo, existiu entre entre 1229 e 1855. À data da extinção, era constituído pelas freguesias de Ade, Aldeia Nova, Amoreira, Azinhal, Cabreira, Castelo Mendo, Cerdeira, Freixo, Leomil, Mesquitela, Mido, Miuzela, Monte Perobolço, Parada, Peva, Porto de Ovelha e Senouras. Tinha, em 1801, 4419 habitantes e em 1849, 4751.

## População
★ 	No censo de 1864, figura no concelho de Sabugal. Passou para o concelho (atual município) de Almeida por decreto de 7 de dezembro de 1870

| Totais e grupos etários | Totais e grupos etários | Totais e grupos etários | Totais e grupos etários | Totais e grupos etários | Totais e grupos etários | Totais e grupos etários | Totais e grupos etários | Totais e grupos etários | Totais e grupos etários | Totais e grupos etários | Totais e grupos etários | Totais e grupos etários | Totais e grupos etários | Totais e grupos etários | Totais e grupos etários |
| ----------------------- | ----------------------- | ----------------------- | ----------------------- | ----------------------- | ----------------------- | ----------------------- | ----------------------- | ----------------------- | ----------------------- | ----------------------- | ----------------------- | ----------------------- | ----------------------- | ----------------------- | ----------------------- |
|                         | 1864                    | 1878                    | 1890                    | 1900                    | 1911                    | 1920                    | 1930                    | 1940                    | 1950                    | 1960                    | 1970                    | 1981                    | 1991                    | 2001                    | 2011                    |
| Total                   | 434                     | 442                     | 519                     | 524                     | 538                     | 508                     | 502                     | 506                     | 510                     | 457                     | 319                     | 235                     | 168                     | 134                     | 87                      |
| i)                      |                         |                         |                         |                         |                         |                         |                         |                         |                         |                         |                         |                         |                         | 9                       | 5                       |
| ii)                     |                         |                         |                         |                         |                         |                         |                         |                         |                         |                         |                         |                         |                         | 10                      | 6                       |
| iii)                    |                         |                         |                         |                         |                         |                         |                         |                         |                         |                         |                         |                         |                         | 53                      | 28                      |
| iv)                     |                         |                         |                         |                         |                         |                         |                         |                         |                         |                         |                         |                         |                         | 62                      | 48                      |

 i) 0 aos 14 anos; ii) 15 aos 24 anos; iii) 25 aos 64 anos; iv) 65 e mais anos

## Património
- Castelo de Castelo Mendo
- Aldeia de Castelo Mendo
- Pelourinho de Castelo Mendo
- Igrejas de Castelo Mendo

## Personalidades ilustres
- Conde de Castelo Mendo

## Transportes
Castelo Mendo dispõe de uma estação ferroviária da CP - Comboios de Portugal com ligações a Paris, via Hendaye através do Sud Express, e Lisboa, via Guarda através de Intercidades.
Diariamente circulam comboios regionais em ambos os sentidos.

## Imagens de Castelo Mendo

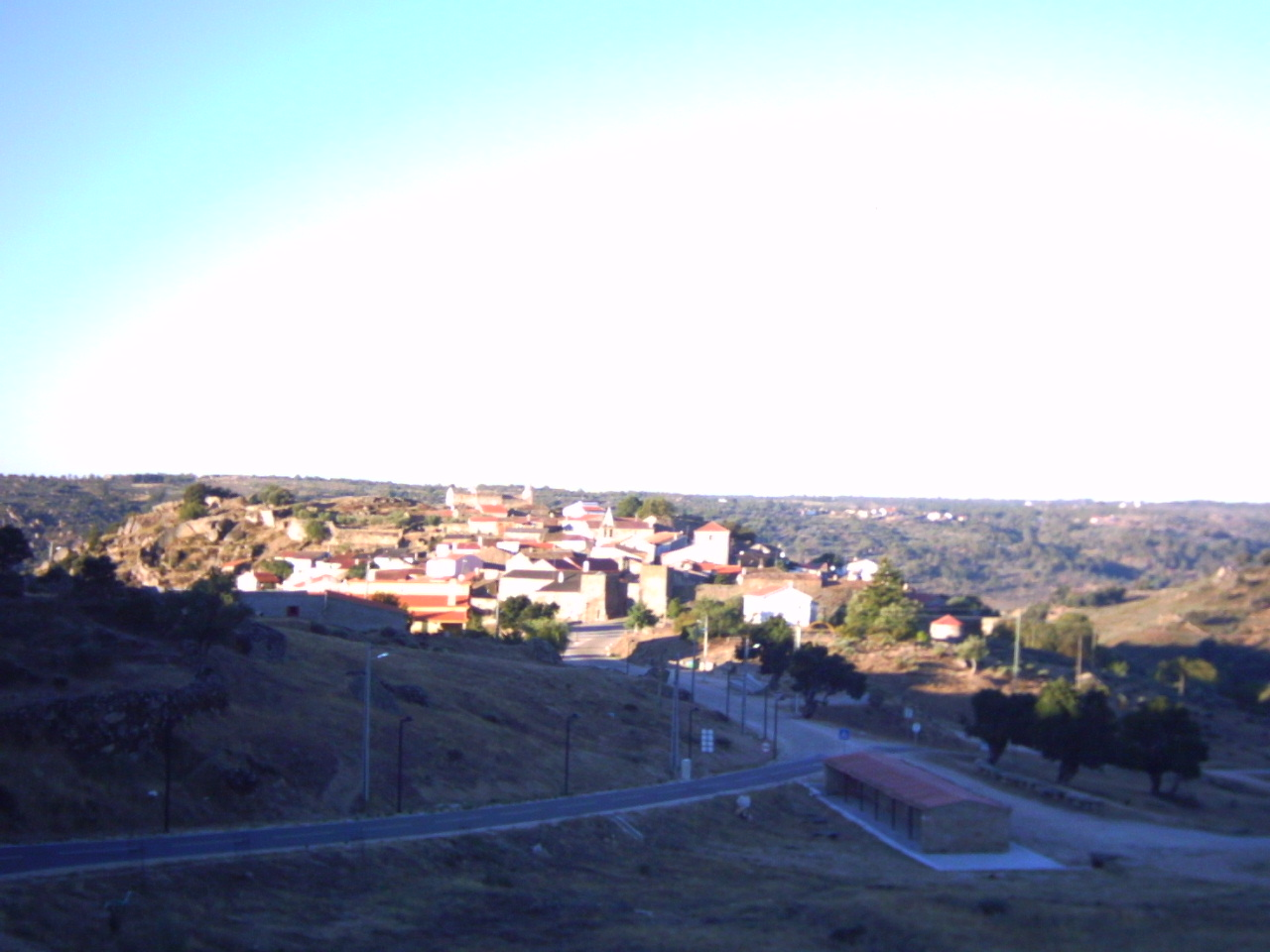
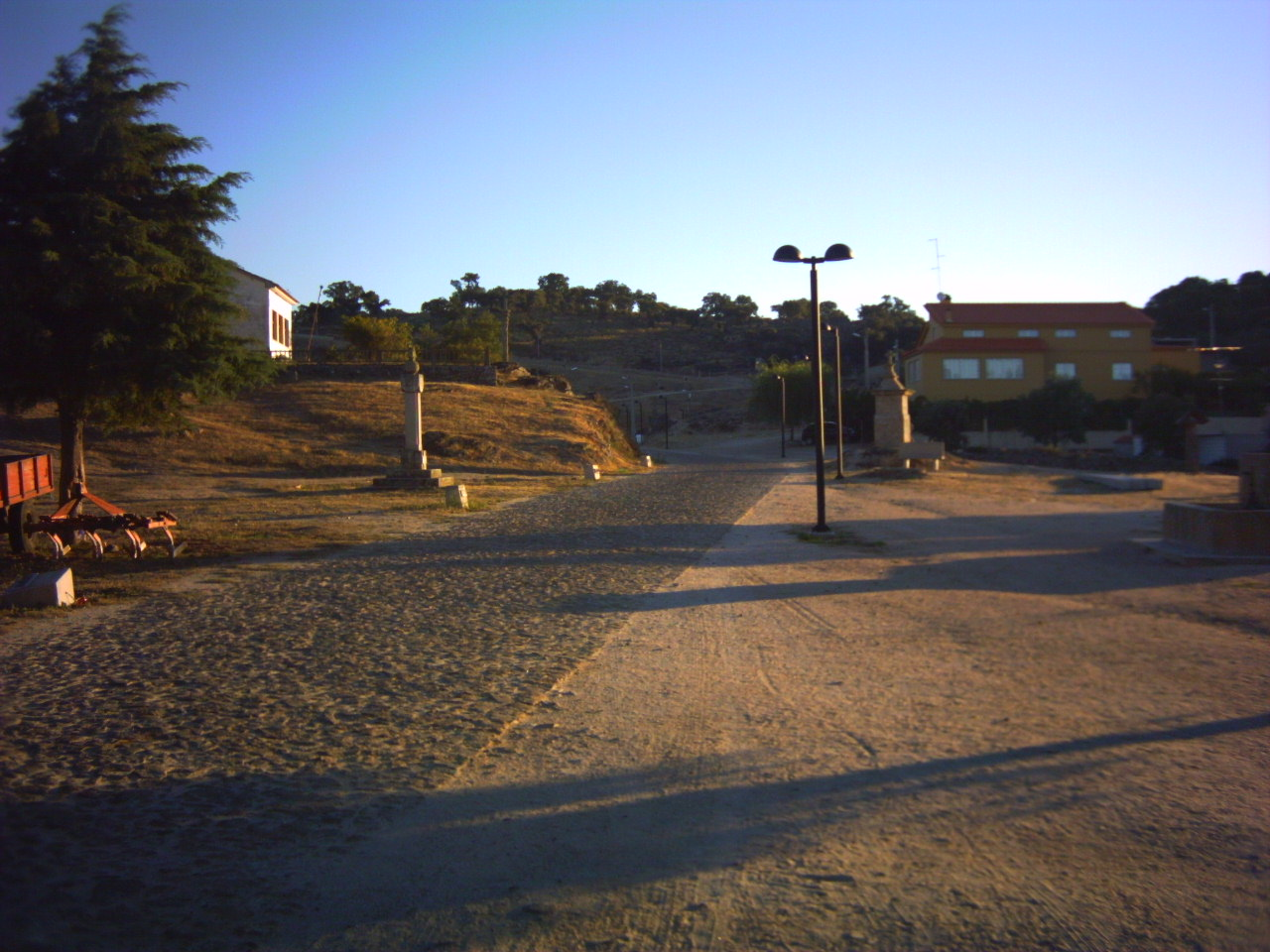
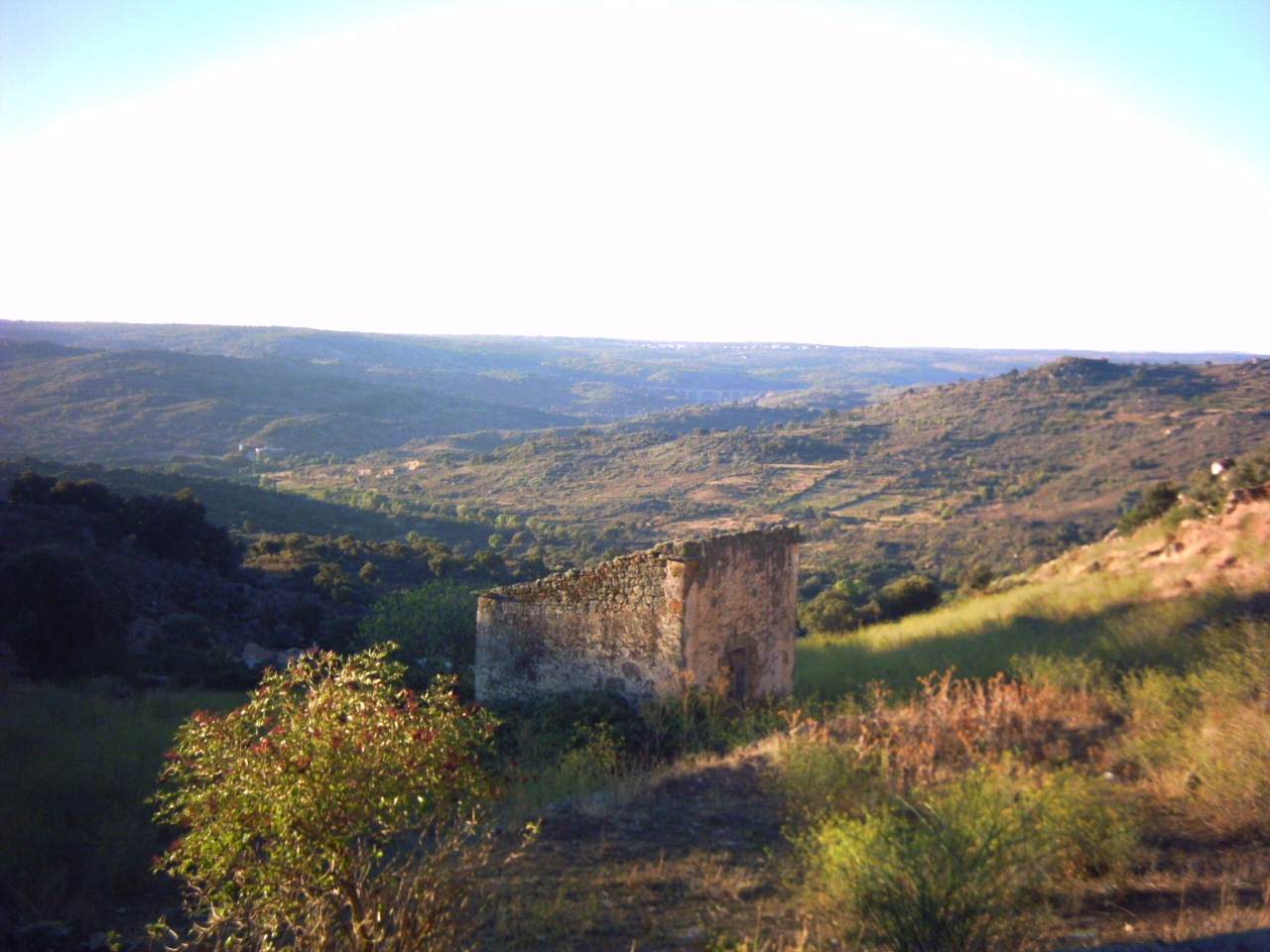
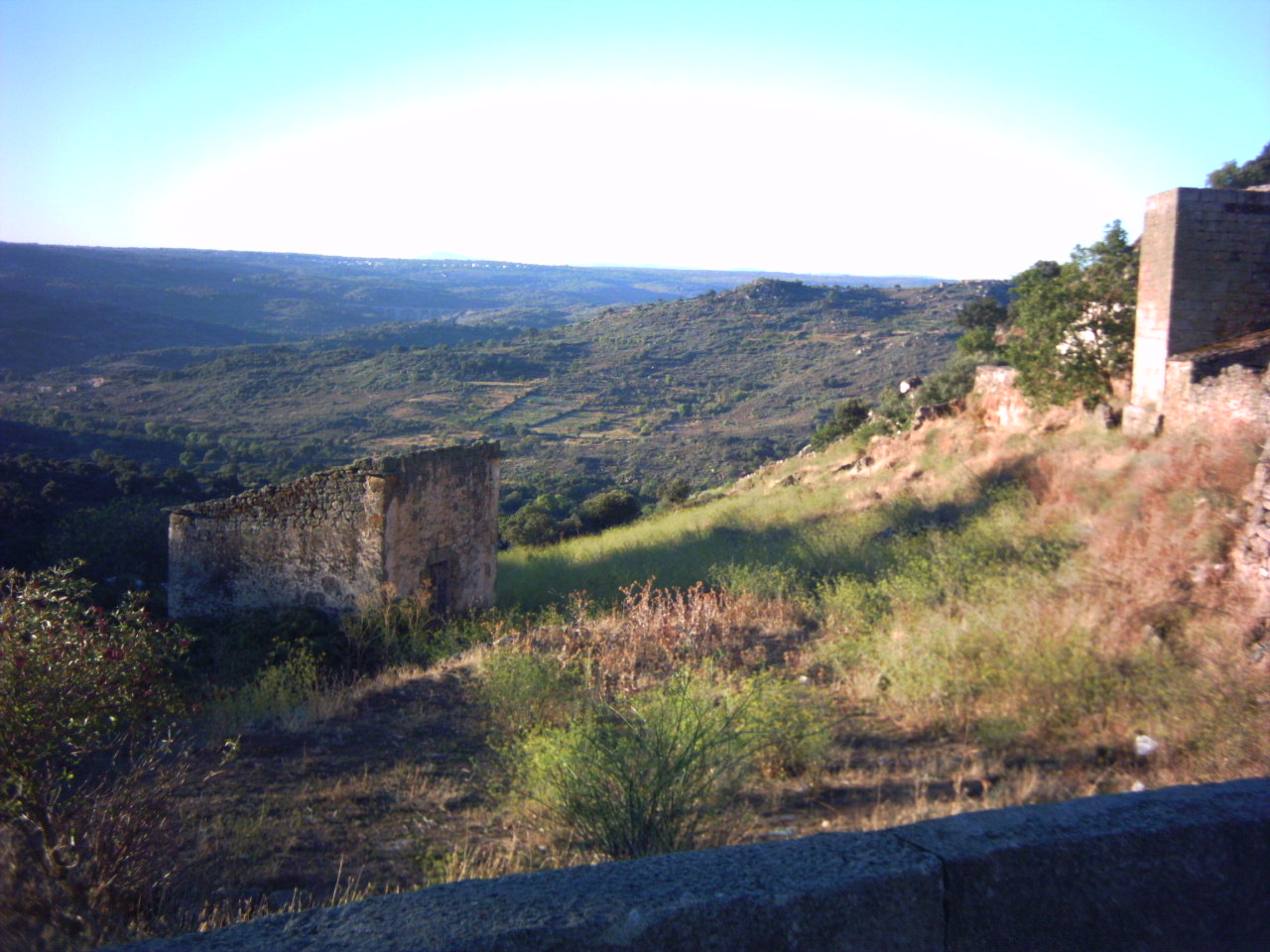
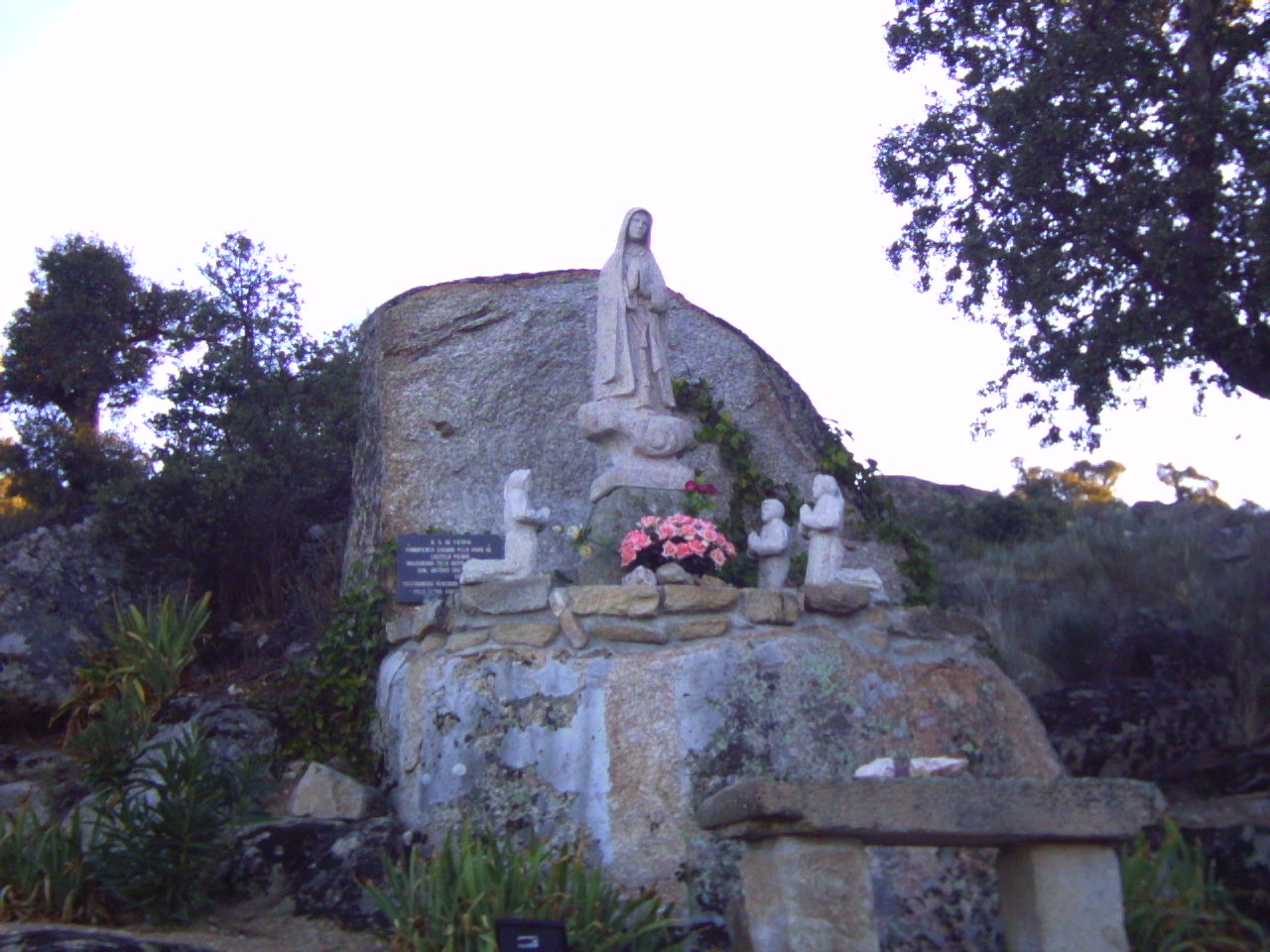
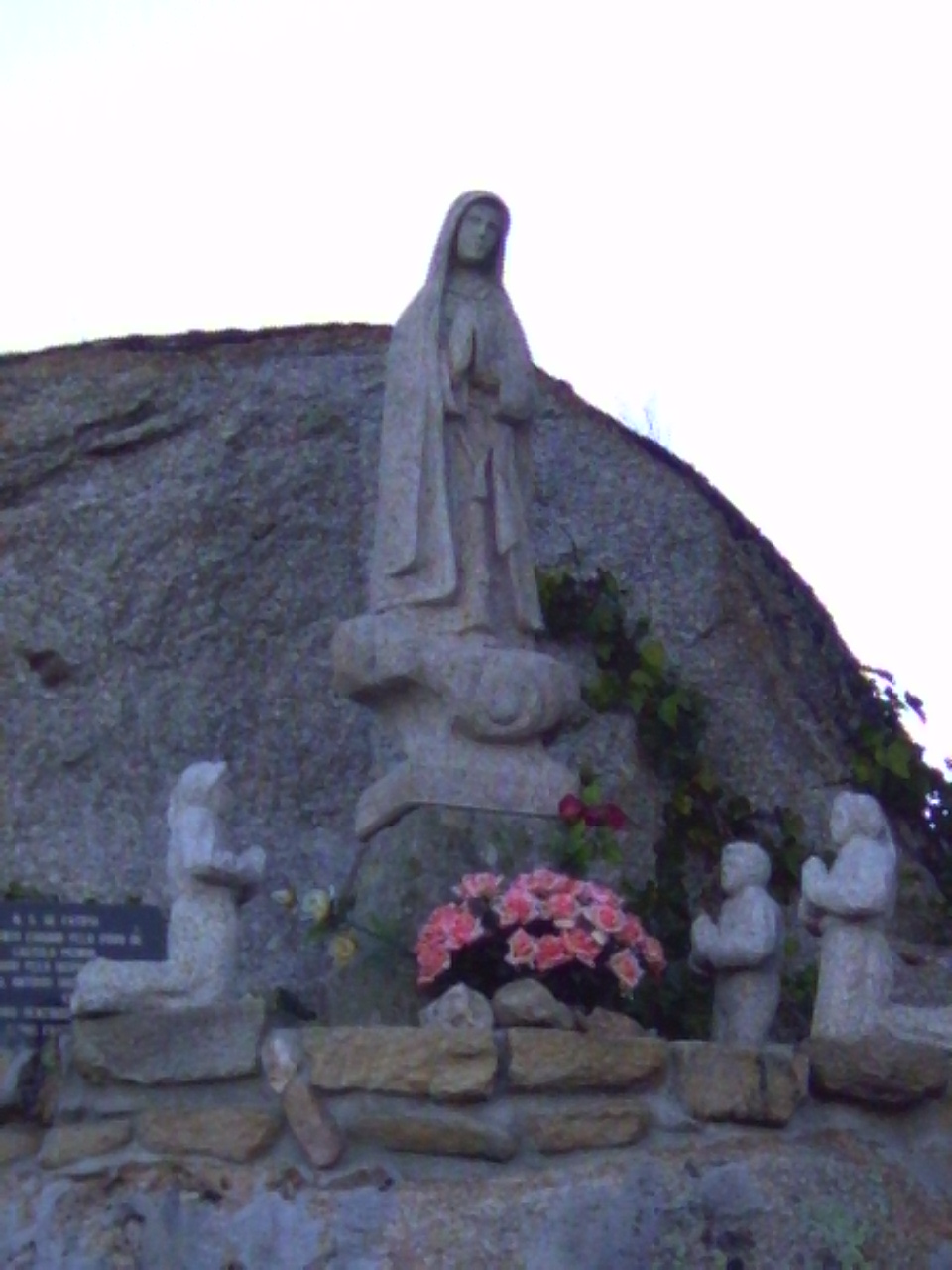
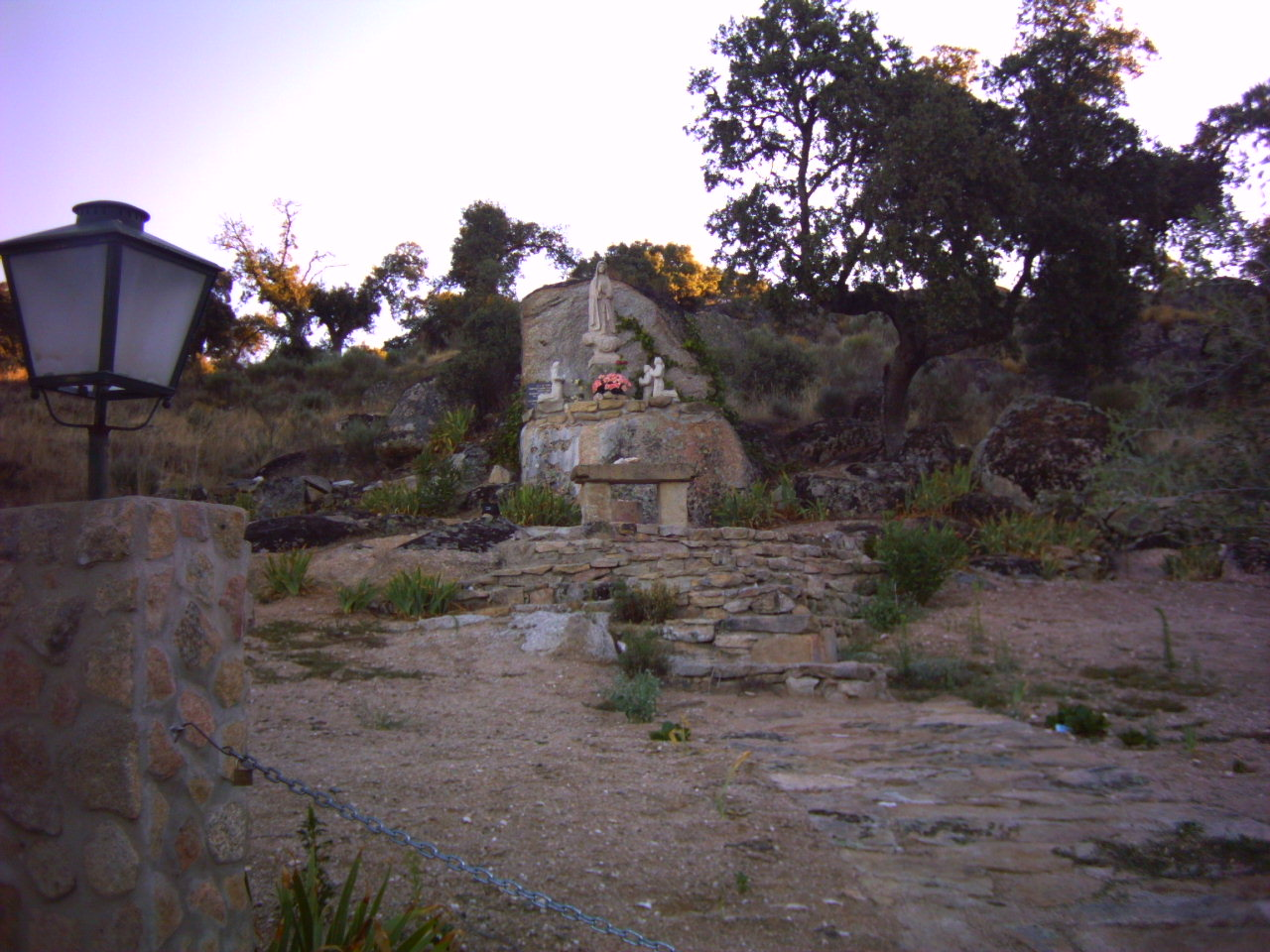
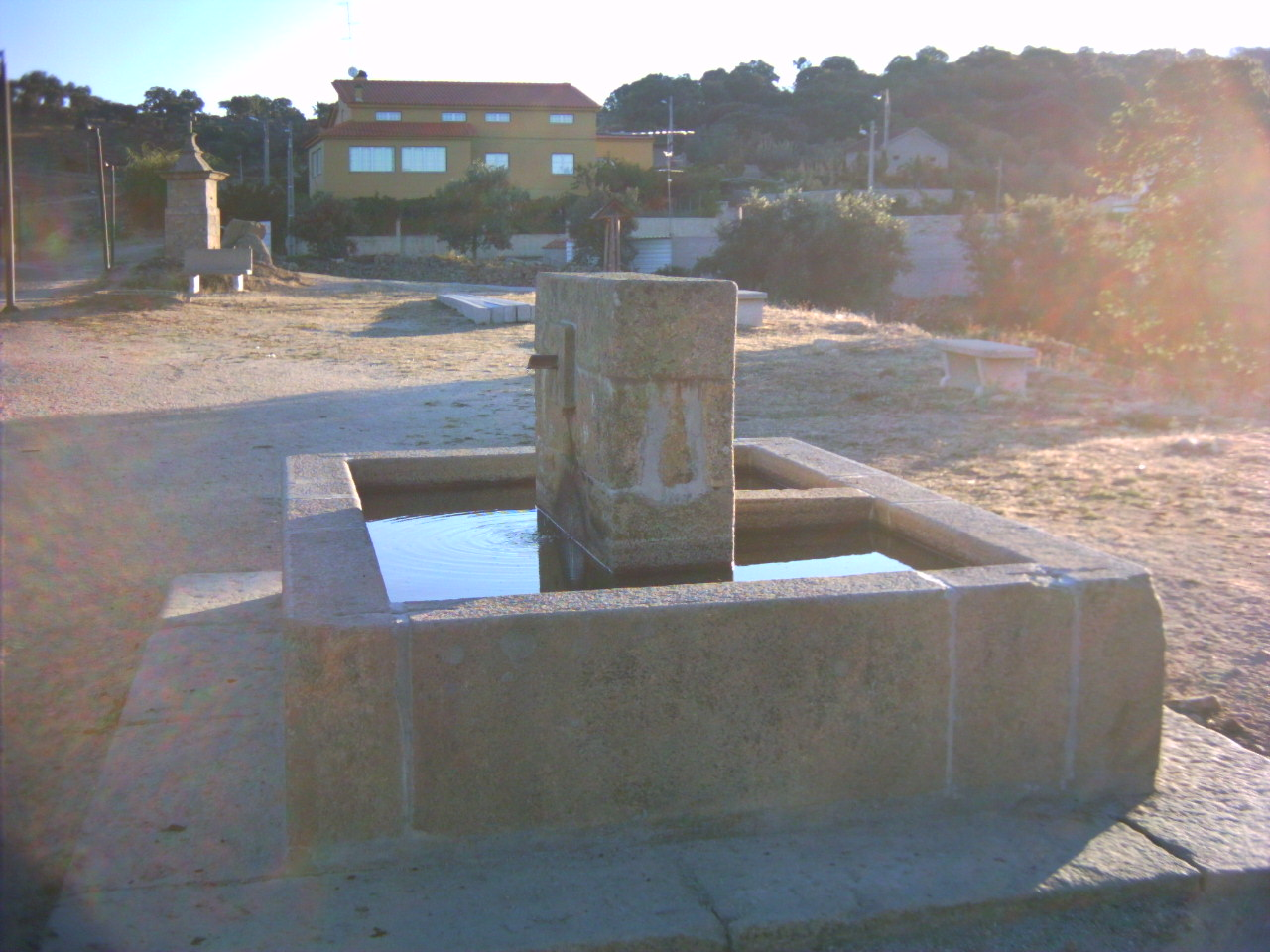